# X Concili de Toledo
El X Concili de Toledo fou una reunió de bisbes de les províncies del Regne de Toledo que es va celebrar l'any 656.
Fou convocat pel rei Recesvint. No se saben els motius, però la inassistència dels bisbes de la Narbonense i la Tarraconense suggereix que existia certa oposició en aquestes províncies i que, en general, el clergat no acceptava de bon grat les ordres del rei (de la Bètica, on el clergat era poderós i la noblesa goda poc nombrosa, només va assistir el metropolità).
El Concili es va obrir l'1 de desembre. L'assistència total va ser de disset bisbes (tres metropolitans, Eugeni II de Toledo, Fructuós de Braga, i el de Sevilla, Fugitiu), més altres cinc bisbes que van estar representats. És dubtosa l'assistència de l'abat d'Agali, Ildefons.
En el concili es van tractar diversos temes, entre ells les penes pel trencament del jurament de lleialtat al rei per part de clergues i laics, establint-se que el culpable seria secularitzat o exiliat (al rei correspondria decidir sobre l'aplicació d'una sola de les dues penes o de les dues). En un altre cànon es fa referència a les vendes efectuades per capellans d'esclaus cristians als jueus.
Els bisbes van declarar que els clergues que en el futur es dediquessin al comerç d'esclaus cristians amb els jueus serien expulsats de l'Església. Es van redactar cànons relatius a la disciplina eclesiàstica (festes, clergues, monjos i viudes, a més del ja esmentat sobre la venda d'esclaus als jueus), i es van tractar dos assumptes interns de l'Església (la retirada del bisbe Potami a un monestir i el testament de l'abat de Dumium, Recimir).
Després d'aquest concili el rei no en va convocar cap més (encara que no consta que els prohibís legalment), amb gran disgust dels bisbes, que més tard van criticar el rei per aquest motiu.